# Reinald de Chantilly
Reinald de Chantilly fut évêque de Toul de 1206 à 1217.

## Biographie
Également connu sous le nom de Renaud de Senlis, il était de la maison des Bouthilliers. Il devint évêque de Toul après que son prédécesseur Matthieu de Lorraine eut été déposé. 
En 1217, Reinald fit un voyage dans les Vosges et Mathieu en profita pour se venger en lui tendant une embuscade et en le faisant assassiner le 27 mars 1217 à La Bourgonce au lieu-dit « passée du Renard » (passe de Renaud).
Le moine Richer de Senones prétend que le 16 mai 1217, Simon de Joinville, parent de Renaud de Senlis (ou de Chantilly) se trouvait auprès duc Thiébaud Ier de Lorraine quand celui-ci saisit la lance (ou glaive) de Simon et transperça son oncle Matthieu, qui fut tué sur le coup.